# Max Fontaine
Dans le nom malgache Fontaine Max, le nom de famille précède le prénom, mais cet article utilise l’ordre habituel en français Max Fontaine, où le prénom précède le nom.
Pour les articles homonymes, voir Fontaine.
Max Fontaine, né le 25 décembre 1995 à Antananarivo, est un entrepreneur et homme politique malgache, actuellement Ministre de l'Environnement et du Développement Durable de Madagascar.

## Biographie

### Jeunesse et formation
Né d'un père français et d'une mère malgache, Max Fontaine grandit à Madagascar et obtient le baccalauréat au Lycée Français de Tananarive en 2013. Il poursuit ses études en administration des affaires à la HEC Montréal, au Canada, se spécialisant en affaires internationales et économie appliquée.

### Carrière entrepreneuriale
En 2018, il fonde l'entreprise sociale Bôndy, active dans le domaine de la reforestation et du développement durable. L'organisation mène des campagnes de plantation d'arbres, développe des modèles agroforestiers ainsi que des projets de restauration de mangroves. Elle intervient également dans l'accompagnement des communautés rurales. En quelques années, Bôndy contribue à la plantation de plusieurs millions d'arbres et à la revitalisation de certains écosystèmes locaux.
L'activité de Bôndy attire l'attention de plusieurs organisations internationales. Fontaine participe alors à divers forums internationaux sur le climat, dont Youth4Climate, ainsi qu'à des rencontres des Nations unies et de la Banque mondiale. En 2023, il est nommé Youth Climate Advocate par l'UNICEF,.

### Engagement politique
Il est nommé ministre de l'Environnement et du Développement durable en janvier 2024, à l'âge de 28 ans. Il adopte une approche réformiste, combinant innovation, inclusion et diplomatie.Durant son mandat, Madagascar accède à la Facilité pour la résilience et la durabilité (FRD) du Fonds monétaire international, mécanisme de financement destiné aux pays réalisant des réformes structurelles liées au climat.
Le ministre met également en place une réforme du cadre national de la finance carbone. Il propose l'introduction de nouveaux instruments financiers, comme les "lemur bonds" et les crédits biodiversité, dans le but de soutenir les efforts de conservation. Il engage en parallèle des actions contre les trafics illicites de ressources naturelles,.
Sur le plan international, il représente Madagascar lors de la COP16 sur la biodiversité à Cali (Colombie) en tant que facilitateur aux côtés du président de la COP. Il est nommé président du Conseil mondial pour l'Objectif de développement durable (ODD) 15 lors du World Government Summit en 2025 à Dubaï. Il contribue à la création de la coalition G-Zero, regroupant les pays séquestrant plus de carbone qu'ils n'en émettent.
Il est également à l'origine de l'initiative "Journée sans pollution" à Antananarivo, qui prévoit la fermeture du centre-ville aux véhicules thermiques, dans un objectif de sensibilisation à la mobilité propre.